# 国立病院機構米沢病院
独立行政法人国立病院機構米沢病院（どくりつぎょうせいほうじんこくりつびょういんきこうよねざわびょういん）は山形県米沢市の医療機関。国立病院機構の病院として政策医療分野における重症心身障害児（者）医療、神経難病医療、長寿医療を中心とした医療を提供している。

## 概要
開設当初は国立診療所として結核治療を中心とした医療を提供していたが、1969年より重症心身障害児（者）病棟が相次いで設置され、重症心身障害児（者）医療などの政策医療を中心とした体制となった。現在は置賜地方の重症心身障害児（者）医療、長寿医療、神経難病医療の基幹病院であり、重症心身障害に対応する米沢療育医療センター、脊髄損傷を含む神経・筋疾患に対応する神経難病病棟、一般病棟を有する。小児慢性疾患、骨運動器疾患などの政策医療のほか、慢性関節リウマチ、整形外科的難病に対する医療、循環器疾患・認知症などの長寿医療、リハビリテーション医療も専門としている。
地域医療との連携についても取り組んでおり、山形県の保健医療計画においては、置賜医療圏における二次医療機関として、脳卒中の回復期・維持期における治療、心筋梗塞の回復期の治療、糖尿病の初期・安定期の治療、一般小児医療、周産期医療における療育・療養支援、救命医療における救命後期医療、全般的な在宅医療支援などの役割を担うとされている。
一般病床100床、重症心身障がい児（者）病棟（米沢療育医療センター）120床を備える。

### 外来診療
- 受付時間：午前8時30分～午前11時30分
- 診察時間：午前8時30分～午後5時15分
- 診療日：月曜日～金曜日（土曜日、日曜日、祝日は休診）

## 沿革
- 1951年（昭和26年）04月01日 - 対日援助見返資金により国立米沢診療所として創設[1]。
- 1952年（昭和27年）02月01日 - 入院診療を開始（結核100床）[1]。
- 1969年（昭和44年）03月25日 - 重症心身障害児（者）病棟（40床）を設置[1]。
- 1970年（昭和45年）03月25日 - 重症心身障害児（者）病棟（40床）を設置[1]。
- 1972年（昭和47年）03月27日 - 重症心身障害児（者）病棟（40床）を設置[1]。
- 1975年（昭和50年）09月30日 - 第3病棟（リハビリ50床）を新築[1]。
- 1976年（昭和51年）12月27日 - 第1病棟（一般50床）を新築　（現在の検査棟）[1]。
- 1977年（昭和52年）10月15日 - 第2病棟（結核50床）を新築、（後に一般病棟に転換、現在は休棟）[1]。
- 1979年（昭和54年）11月30日 - 管理治療棟を新築[1]。
- 1980年（昭和55年）04月05日 - 国立療養所米沢病院へ改称[1]。
- 2004年（平成16年）04月01日 - 独立行政法人化により国立病院機構米沢病院へ改称[1]。
- 2014年（平成26年） 7月10日 - 重症心身障がい児（者）病棟完成、米沢療育医療センターを開設[1]

## 診療科
特殊外来として頭痛外来、漢方外来、メモリークリニック（もの忘れ外来）を設置している。
- 内科
- 神経内科
- 消化器科
- 循環器内科
- 小児科
- 外科
- 整形外科
- 脳神経外科
- リハビリテーション科
- 放射線科
- 歯科
- 専門外来[3]
  - 漢方内科 - 2007年開設。
  - 頭痛外来
  - 脳ドック・脳検診 - 2015年4月開設。
  - 慢性疲労外来

## 医療機関の指定
（下表の出典）
| 保険医療機関                     | 労災保険指定医療機関 |
| 特定疾患治療研究事業委託医療機関 | 指定療育機関         |
| 指定小児慢性特定疾病医療機関     |                      |

- 生活保護法指定医療機関[3]
- 戦傷病者特別保護法指定医療機関[3]
- 身体障害者福祉法指定医療機関[3]

## 認定専門医人数
（下表の出典）
| 放射線科専門医（公益社団法人日本医学放射線学会） | 1人 |
| 総合内科専門医（一般社団法人日本内科学会）       | 1人 |
| 神経内科専門医（一般社団法人日本神経学会）       | 3人 |
| 漢方専門医（一般社団法人日本東洋医学会）         | 1人 |

## 看護部
看護部の理念・方針（５つの方針）
- 安全で安心な看護を提供します。
- 根拠に基づいた確かな看護を実践します。
- 病院経営に参画します。
- 患者さんを尊重し、患者中心の看護を提供します。
- 地域との連携に努めます。

各委員会
- 教育委員会（新採用者研修、リフレッシュ研修、救急蘇生研修等）
- 呼吸リハ委員会１、２
- ケーススタディ発表会

## 米沢療育医療センター
- 入院の対象者 - 2006年（平成18年）10月に「障害者自立支援法」が施行され、これまで続いていた措置制度から契約制度へと移行した。当院重症心身障がい病棟もこの制度に沿って運営されているが、現在経過措置として重症心身障がい施設のかたちを取っているため、従来の児童福祉法と障害者自立支援法の二制度で進められている。
- 病棟 - 山形県立米沢養護学校の訪問教育により、小学部から高等部までの授業を実施している。2008年度からは、就学猶予免除者への義務教育も行われることになった。

## アクセス
- JR山形新幹線・奥羽本線・米坂線「米沢駅」から[6]
  - 米沢市市民バス「循環南回り」乗車（約30分）、「米沢病院」停留所下車
  - タクシーで約10分

## 不祥事

### 入院患者への虐待事件 (2018年、2020年)
- 2018年度に身体、知的の重複障害がある男性（患者A）と身体障害者の男性（患者B）に対し虐待が行われていたことが2020年3月、山形新聞の取材によって明らかになった（それまで病院側は事実を公表していなかった）。患者Aへの虐待には6人の職員が関与し、患者Bへの虐待には5人の職員が関与した。足をつねり、「ばか」「アホ」といった言葉を浴びせたほか、おむつ交換を放置したり、食事を最後まで取らせなかったりしたこともあったとみられる。関与した職員は40～60代の男女の看護職員だった[7]。看護職員は患者Aに「ばか」といった発言をしたほか、足をつねったり、おむつ交換を放置したりした。患者Bにも同様の暴言や足をつねるなどの行為をした[8]。同院事務部長は関与した全ての職員が虐待行為を認めているとし、「一部行為については、虐待との認識を持っていなかったと考えられる」と語った。虐待の内容や行われた日時は明らかにしなかった。病院の説明では、患者の本籍地の自治体が情報を得て現地調査し、虐待と認定した。病院も調査を進め、事実を把握して関係機関に報告。患者家族に説明し謝罪しており、関係した職員に対して2019年、厳重注意などの処分を行った。院内で再発防止策を検討し、職員対象のセルフチェックシートを作成して人権を尊重した適切な介助の徹底を促しているという[9]。また職場に「虐待防止マネジャー」を配置し、職員が相談しやすい環境を整えるなどの再発防止策を講じたという[8]。関係者によると、被害者は数年前から虐待を受けていたとされる証言もある。県は再発防止が徹底されない場合、立ち入り調査を行い、行政処分を視野に対応する方針。病院側によると、重症心身障害者は長期間入院することが多く、同じ職員から10年以上介助を受けるケースもあるという。長期化により関係が近くなる一方で、距離感が不適切となり虐待に及んだ可能性がある[10]。
- 2020年3月に男性看護職員（60代）が、身体、知的の重複障害がある男性障害（50代）のある患者に対して「日本語を話してください」と侮辱する発言を行った。患者の本籍地がある自治体は心理的な虐待と認定し、同年6月、病院に業務改善命令を行った[11][12]。

## 外部サイト
- 独立行政法人国立病院機構 米沢病院ウェブサイト
- 独立行政法人国立病院機構ウェブサイト
- 山形県立米沢養護学校